# Гребень (остров)
Гре́бень — остров архипелага Северная Земля. Административно относится к Таймырскому Долгано-Ненецкому району Красноярского края.

## Расположение
Расположен в южной части архипелага на расстоянии почти 30 километров к югу от мыса Свердлова — юго-восточного мыса острова Октябрьской Революции. Входит в состав островов Краснофлотских. Самый северный остров группы. Лежит в 1,1 километрах к северу от острова Плоского.

## Описание
Имеет вытянутую с юго-запада на северо-восток форму длиной 2,2 километра и шириной до 1,1 километра. Свободен ото льда. Берега неровные с обрывами 5-6 метров на юге. Центральную часть острова занимает скала высотой 39 метров. Это наивысшая точка не только острова Гребень, но и всех Краснофлотских в целом. На её вершине закреплена точка съёмочной сети. У северного берега находится небольшое бессточное озеро, отделённое от моря узким участком суши.

## История
Остров Гребень вместе с остальными Краснофлотскими островами был впервые обнаружен и нанесён на карту 17 августа 1932 года экспедицией Всесоюзного арктического института на ледоколе «В. Русанов».

## Карта
- Лист карты T-47-XIII,XIV,XV острова Краснофлотские (Северная Земля). Масштаб: 1 : 200 000. Состояние местности на 1957 год.